# Alireza Beiranvand
Alireza Beiranvand (persisch علیرضا بیرانوند; * 21. September 1992 in Chorramabad) ist ein iranischer Fußballtorwart. Er steht beim iranischen Verein Persepolis Teheran unter Vertrag.

## Karriere

### Jugend
Beiranvand wuchs in einer Nomadenfamilie auf und ist Angehöriger der kurdischen Volksgruppe Lak. Er verbrachte seine Kindheit in der iranischen Provinz Lorestan. Als seine Familie nahe Chorramabad sesshaft wurde, begann er mit dem Fußballspielen, erst als Stürmer und auf Grund einer Verletzung des Torwarts seiner Mannschaft schließlich als Torhüter. Sein Vater verbot ihm aber das Fußballspielen und Beiranvand sah sich gezwungen, sich mittellos nach Teheran durchzuschlagen, um dort seiner Leidenschaft nachgehen zu können. Im Alter von 16 Jahren kam er zu Naft Teheran und durchlief die Jugendmannschaften.

### Profikarriere

#### Verein
2011 rückte Beiranvand in den Profikader von Naft auf und gab 2015 sein Debüt in der Nationalelf. Im Sommer 2016 wechselte er für 800.000 Euro zu Persepolis Teheran. Ende Juli 2020 wechselt er zum belgischen Erstdivisionär Royal Antwerpen und unterschrieb dort einen Vertrag mit einer Laufzeit von drei Jahren. In der Saison 2020/21 stand er lediglich bei 10 von 40 möglichen Ligaspielen in der Zeit von Dezember 2020 bis Februar 2021 sowie zwei Europa-League-Spielen für Antwerpen im Tor.
Im Juli 2021 wurde für die Saison 2021/22 eine Ausleihe zum portugiesischen Verein Boavista Porto mit anschließender Kaufoption vereinbart. Nachdem die Südeuropäer diese Kaufoption nicht zogen, kehrte der Spieler nicht nach Antwerpen zurück, sondern schloss sich seinem ehemaligen Verein Persepolis Teheran an.

#### Nationalmannschaft
Bei der Fußball-Weltmeisterschaft 2018 war er Stammtorwart der Iraner und spielte in allen drei Gruppenspielen. Im letzten Gruppenspiel gegen Portugal wehrte er einen Foulelfmeter von Cristiano Ronaldo ab; die iranische Mannschaft schied als Gruppendritter aus dem Turnier aus.